# Biblioteca Nacional de Guatemala
La Biblioteca Nacional de Guatemala "Luis Cardoza y Aragón" fue fundada por el decreto promulgado el día 18 de octubre de 1879  abierta al público en 1880 en el edificio de la Sociedad Económica. En 1918, la Biblioteca Nacional se trasladó al Salón Mayor de la Universidad de San Carlos de Guatemala en la novena avenida de la zona 1 de la Ciudad de Guatemala tras los terremotos de 1917-1918. Desde entonces fue traslada varias veces hasta que finalmente se estableció en su propio edificio en septiembre de 1957.  Entre sus directores han estado eminentes literatos como José Joaquín Palma y Rafael Arévalo Martínez.

## Historia

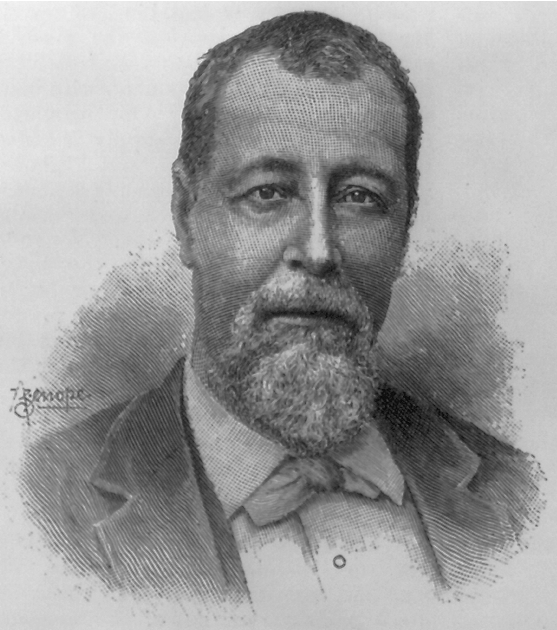
General Justo Rufino Barrios, presidente de Guatemala de 1873 a 1885. Durante su gobierno se fundó la Biblioteca Nacional.

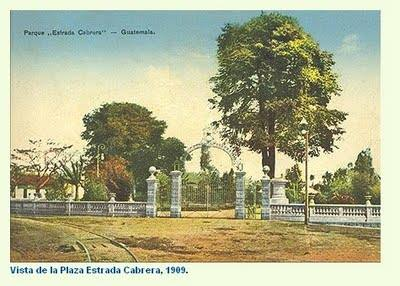
«Parque Estrada Cabrera» frente al cual se trasladó la biblioteca tras los terremotos de 1917-18.

Fue fundada por el gobierno del general Justo Rufino Barrios en 1879, y entró en servicio público el 24 de junio del año siguiente.  La biblioteca fue fundada para propagar toda clase de conocimientos útiles, ya que la Ciudad de Guatemala -no obstante su importancia- carecía de un establecimiento de esta índole.
Según el acuerdo de fundación, la Biblioteca funcionaría en uno de los salones del edificio de la Sociedad Económica y sus primeros volúmenes serían los de la Sociedad, y los de las bibliotecas de la extinguida Pontificia Universidad de San Carlos Borromeo, -llamada Universidad Nacional a partir de 1875-, la Escuela Politécnica, la Escuela de Artes y Oficios y las de los extinguidos conventos del clero regular.
El 24 de junio de 1880 se inauguró con gran pompa la biblioteca en uno de los salones de la Sociedad Económica; Dámaso Micheo fue su primer director.  Al disolverse la Sociedad Económica por disposición gubernativa el 20 de abril de 1881, su local fue ocupado por la Asamblea Nacional y la Biblioteca pasó a ser parte de esta última.
El 18 de marzo de 1897, El Progreso Nacional -periódico oficial del gobierno del general José María Reyna Barrios- reportó que la biblioteca se había incrementado con el legado que hicieron personas particulares y con la compra de la colección del arzobispo Ramón Casaus y Torres -quien fue arzobispo de Guatemala de 1815 a 1829- y la colección de un norteamericano de apellido Savage, quien había sido estudioso de la historia de América y cuyos volúmenes estaban en inglés. También se adquirieron las colecciones del canónigo José María Castilla y la del doctor Mariano Padilla. En ese entonces, la biblioteca contaba con diecinuevemil cuatrocientos volúmenes, de los cuales la mayoría era de Religión y Moral, ya que se habían obtenido gratuitamente cuando las órdenes religiosas fueron expulsadas en 1871.
Tras los terremotos de 1917-1918, el gobierno del licenciado Manuel Estrada Cabrera trasladó a la biblioteca del edificio de la Asamblea a una casa frente al «parque Estrada Cabrera» -que posteriormente se llamó «Parque Morazán» y luego «Parque de Jocotenango»- y más tarde al Salón Mayor de la Universidad Estrada Cabrera en la novena avenida y décima calle de la zona 1.
Durante el gobierno del doctor Juan José Arévalo Bermejo (1945-1951) se inició la construcción del nuevo edificio de la biblioteca nacional, pero las obras se detuvieron durante el gobierno del coronel Jacobo Arbenz Guzmán, quien dirigió su atención a la Reforma Agraria y los conflictos internacionales con gobiernos opositores a su régimen que lo tildaban de comunista.  Tras la caída de Arbenz en junio de 1954, subió al poder el coronel Carlos Castillo Armas, cuyo gobierno concluyó la construcción.
El 14 de septiembre de 1957, el gobierno interino —pues el presidente, coronel Carlos Castillo Armas, había sido asesinado unos pocos meses antes— hizo entrega de las llaves del nuevo edificio de la biblioteca al ministro de Educación Pública, Baltasar Morales de la Cruz, y al director de la misma, el licenciado Ricardo Castañeda Paganini.
Las principales colecciones de la biblioteca al momento de la inauguración de su nuevo edificio en 1957 eran:
- Sección «José Toribio Medina»: contenía la mayoría de las obras enumeradas por el famoso bibliógrafo chileno en su libro «Historia de la imprenta en Guatemala 1660 – 1821» y otras no mencionadas en este texto.
- Sección «J. Gilberto Valenzuela»: contenía las obras citadas en su libro «La imprenta en Guatemala», las cuales formaban una rica colección de impresos raros, hojas sueltas y periódicas ocasionales.
- Sección de las órdenes monásticas: sección de obras antiguas impresas en pergamino.[1]

## Organización

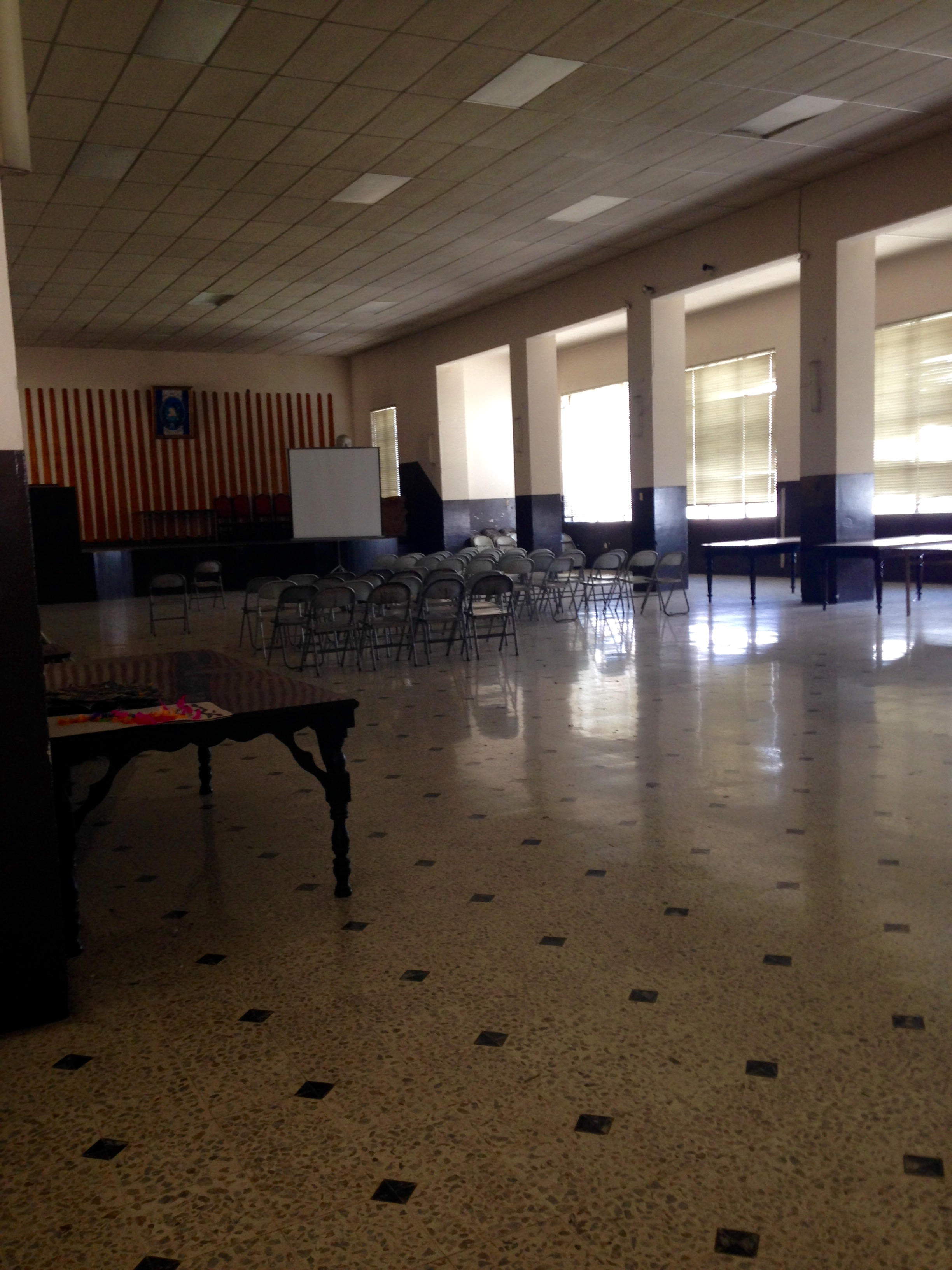
Salón de actos, segundo nivel. Enero de 2016.

La Biblioteca Nacional se divide en cuatro secciones:
- Sección de Referencia.
- Sección de Circulación.
- Sección Escolar.
- Sección Guatemala.
- Sección del Fondo Bibliográfico Antiguo.

## Objetivos
- Conservar, preservar y difundir el acervo bibliográfico de la nación;
- Mantener relaciones con otras bibliotecas dentro y fuera del país;
- Coordinar la red de bibliotecas públicas del país.

## Funciones

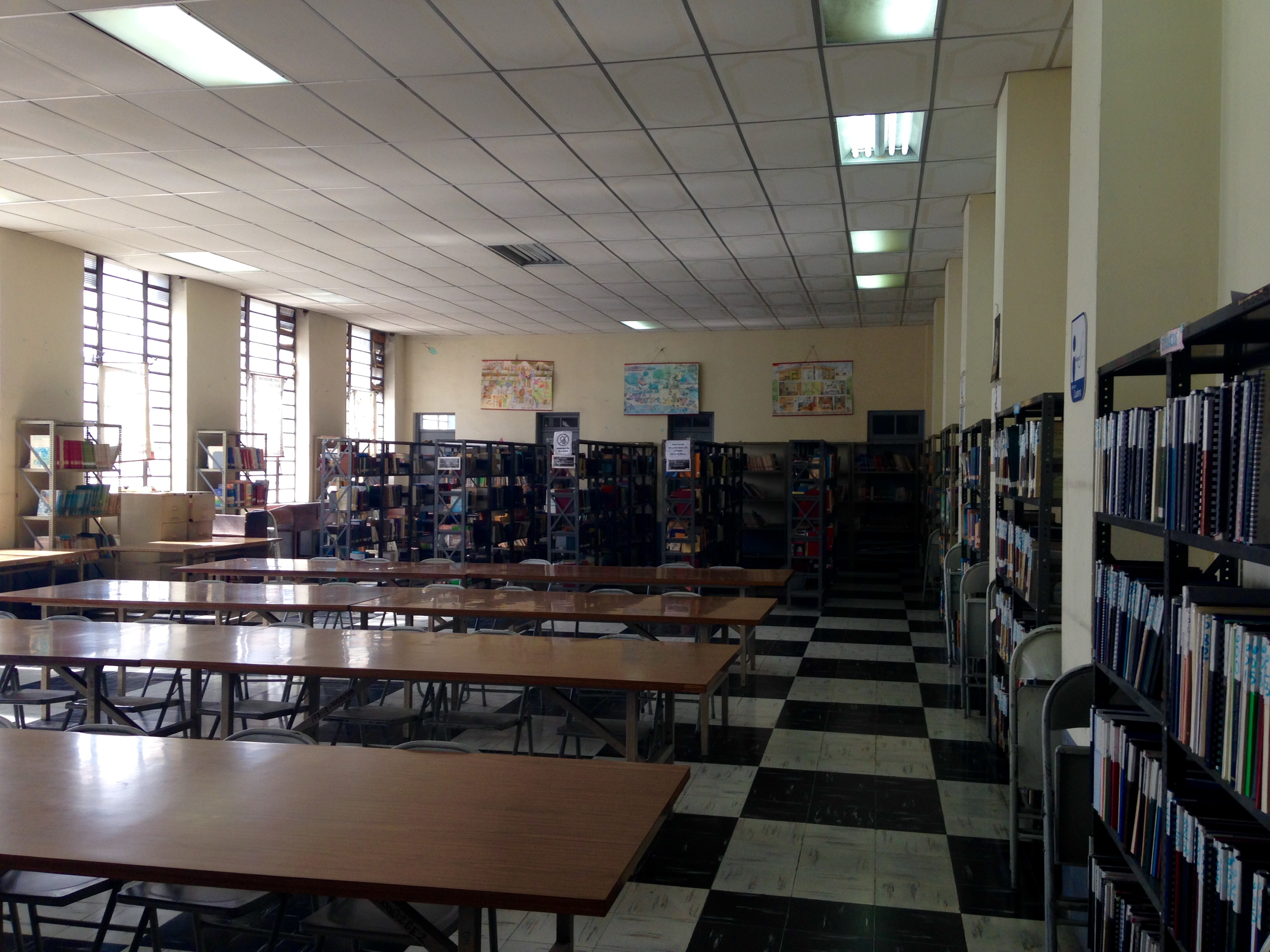
Salón de lectura. Enero de 2016.

Las funciones de la Biblioteca Nacional son las siguientes:
1. Difundir la cultura.
2. Vincularse a otras bibliotecas, instituciones educativas, culturales y sus similares de otras naciones al objeto de, a través del canje y donación, incrementar los fondos de la Biblioteca Nacional.
3. Editar obras de autores guatemaltecos que se encuentren agotadas o inéditas.¨
4. Organizar y patrocinar conferencias, exposiciones y seminarios educativos, culturales e históricos, así como de cursos de perfeccionamiento bibliotecológico.
5. Prestar asistencia a las bibliotecas que funcionan en el país.
6. Establecer programas de apoyo a la actividad escolar y a la creación de hábitos lectores en la población infantil.

## Actividades y programa de trabajo
- Escuela de Vocaciones, Sala de Lectura para jóvenes;
- Exposición del libro del mes;
- Exposición de pintura y fotografía de los Departamentos de la Biblioteca de Guatemala;
- Préstamo de libros a los usuarios de la Biblioteca;
- Programa educativo en la sección infantil.

## Directores de la Biblioteca Nacional de Guatemala
| 1. Dámaso Micheo (1880) 2. Juan Manuel Ramírez (1881) 3. Dámasco Ochoa (1882) 4. Raymundo González (1884) 5. Juan Miguel Rubio y Piloña (1885) 6. José Joaquín Palma (1887) 7. Martín Mérida (1892) 8. Ramón A. Salazar (1895) 9. Martín Quezada (1909) 10. Salvador Castillo (1912) 11. Ezequiel Sánchez Rosal 12. Neftalí Navas Paiz ( 1923-1925) 13. Víctor Sagastume Guerra (1924) 14. Víctor Aguilar Peláez 15. Rafael Arévalo Martínez (1927-1945) 16. Carlos Samayoa Chinchilla (1948-1950) 17. Gonzalo Dardón Górdova (1950-1954) 18. Bejamín Godoy Castro (1954-1957) 19. Ricardo Castañeda Paganini (1945-1948, 1957-1963) 20. María Albertina Gálvez García (1963-1966) 21. Francisco Alfredo de León Turcios (1966-1970) 22. Eva Evans de Sagastume 23. Luis Luján Muñoz 24. María Luis Mulet de Fauriol 25. Víctor Castillo López (1991) 26. Francis Polo Sifontes (2004) 27. Ilonka Matute |

Colección de bustos de escritores famosos en la Biblioteca

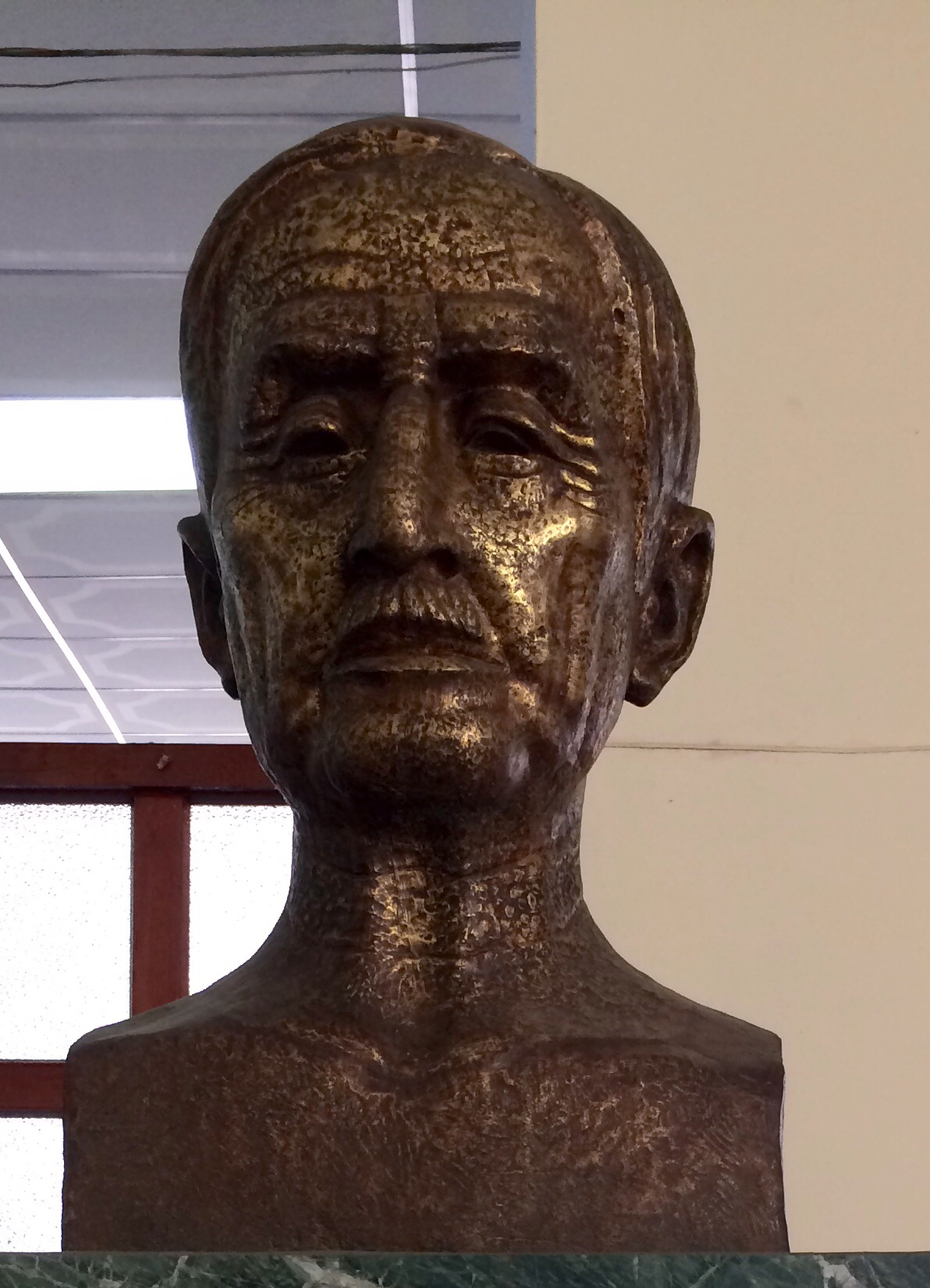
Escritor y periodista Rafael Arévalo Martinez. Director de la Biblioteca Nacional de Guatemala de 1927 a 1945.
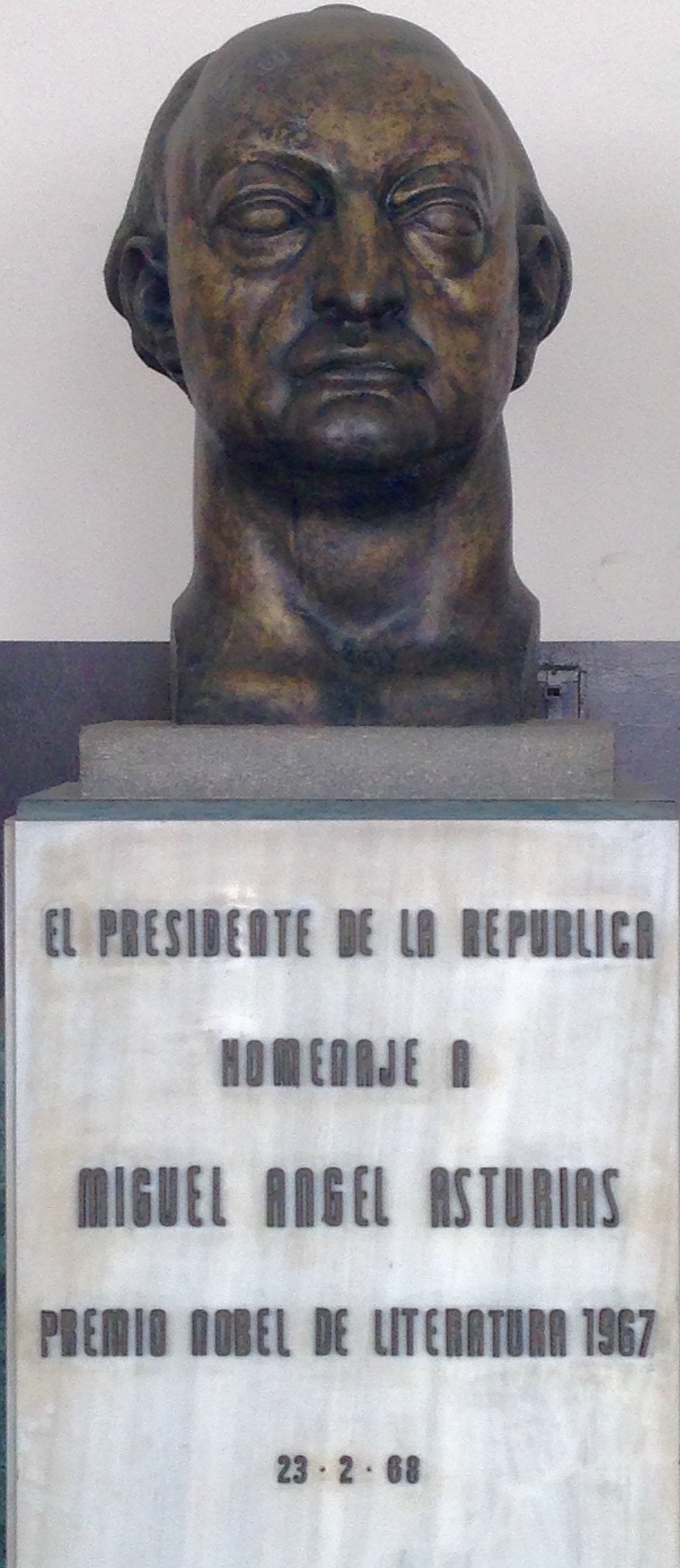
Escritor Miguel Ángel Asturias Premio Nobel de Literatura de 1967
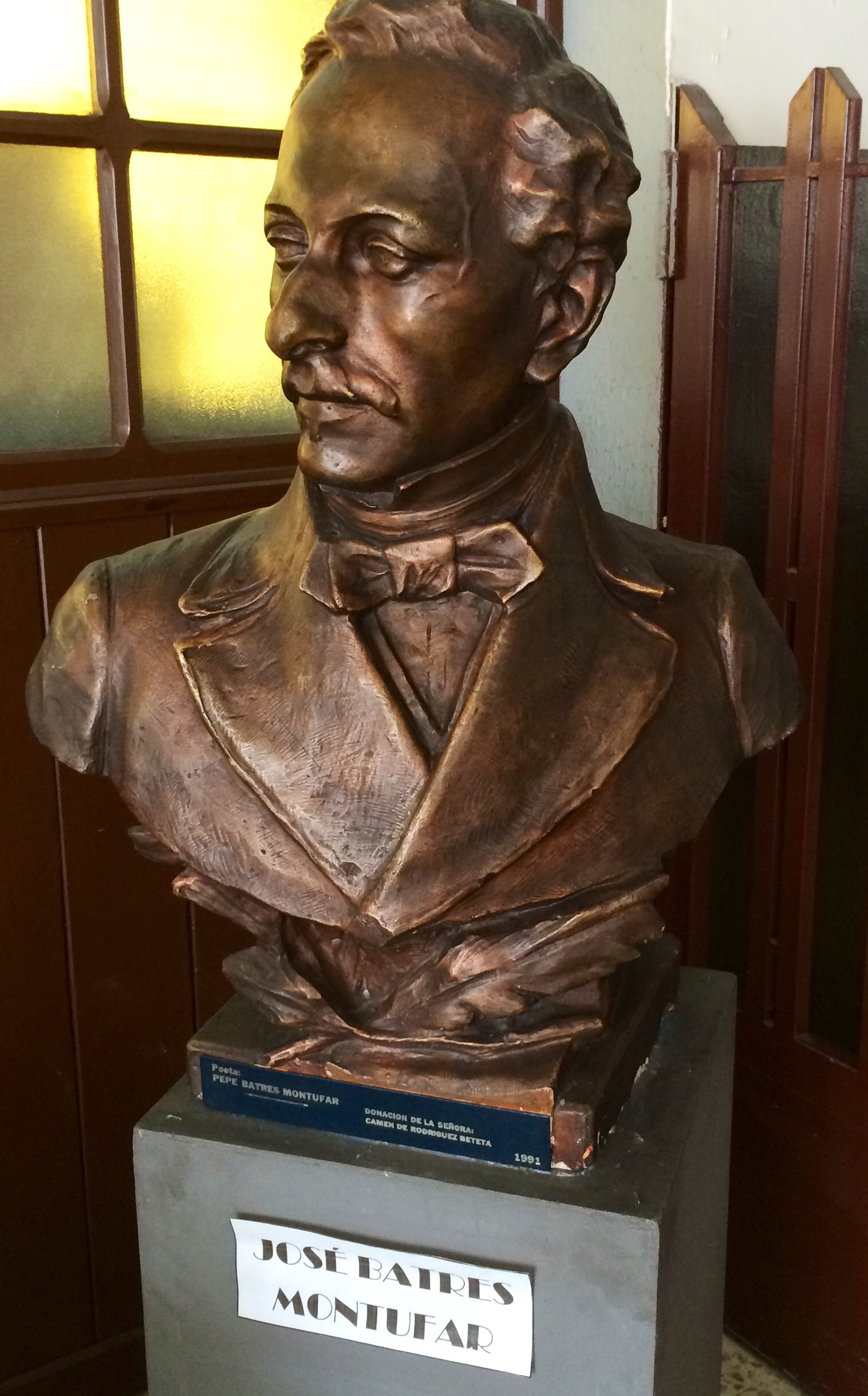
Poeta José Batres Montúfar
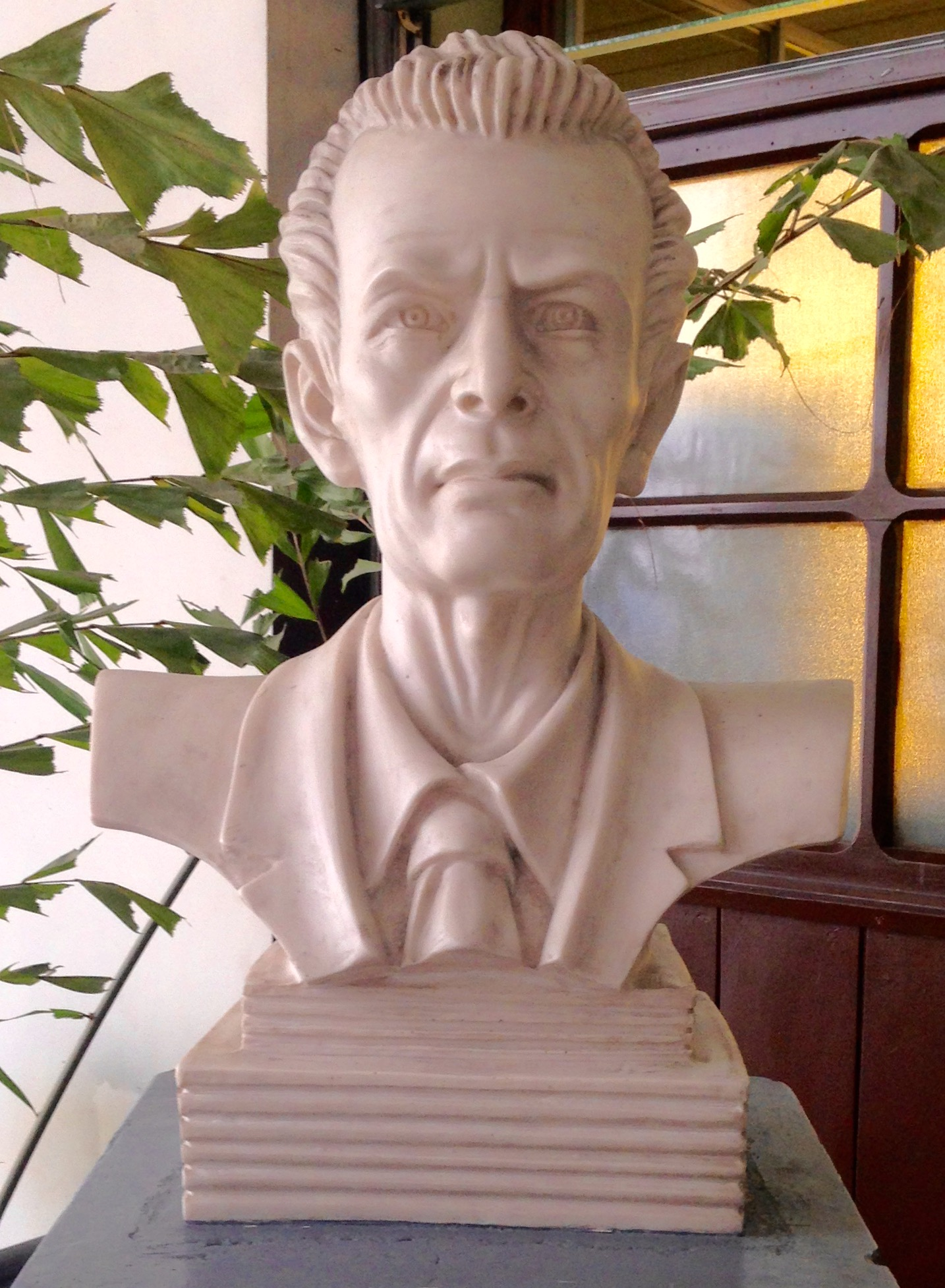
Periodista Rigoberto Bran Azmitia Director Emérito de la Hemeroteca Nacional
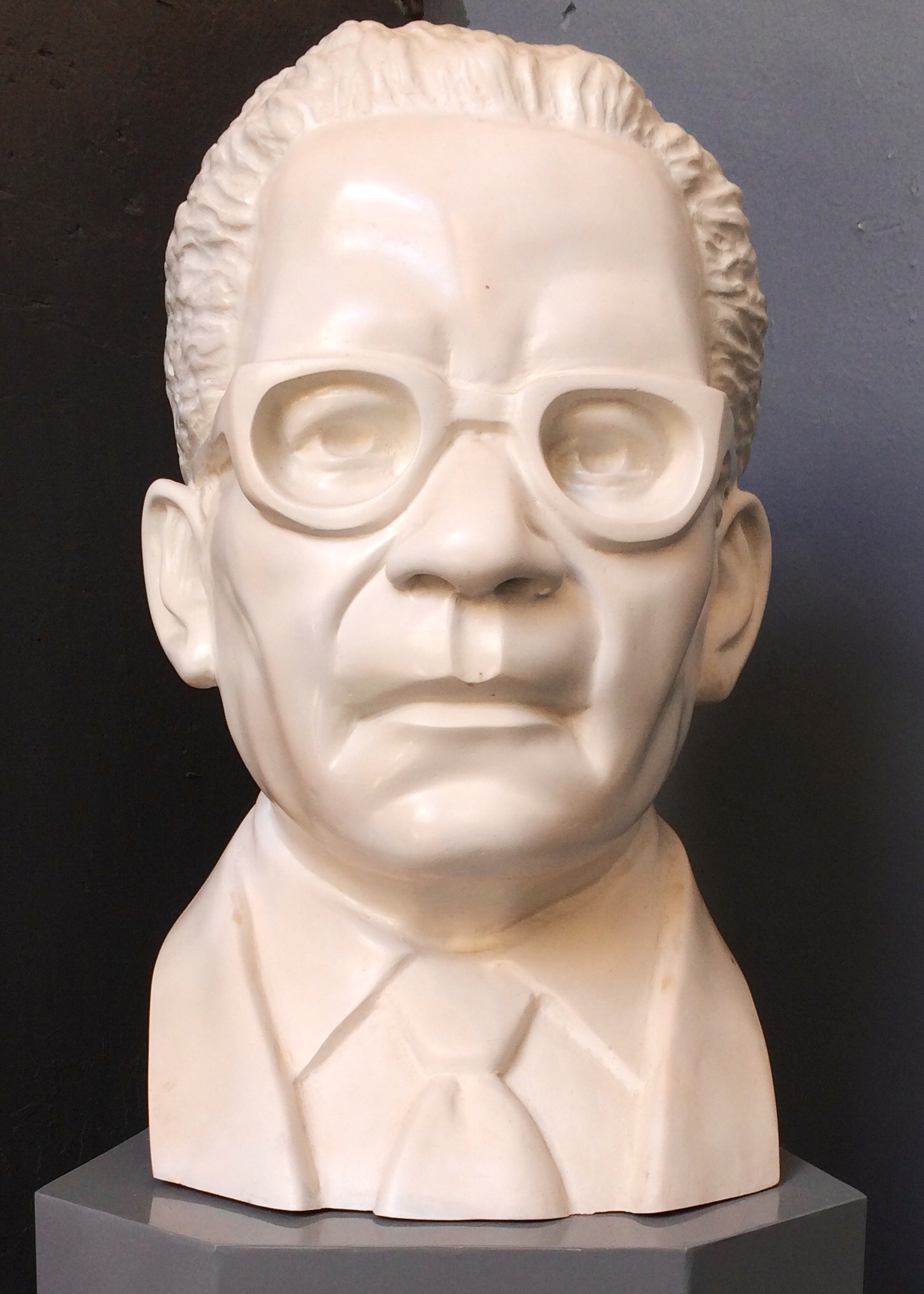
Periodista Clemente Marroquín Rojas Director vitalicio del Diario La Hora y vicepresidente de Guatemala (1966-1970)

## Hemeroteca Nacional de Guatemala
En el mismo edificio que ocupa la Biblioteca, funciona la Hemeroteca Nacional «Clemente Marroquín Rojas», la cual consta de la Sala de Lectura «Rigoberto Bran Azmitia» y de las colecciones de la mayoría de los periódicos que han sido publicados en Guatemala desde que se inició el período independiente.

### Historia
El 28 de octubre de 1960 por iniciativa del periodista Rigoberto Bran Azmitia se fundó la Hemeroteca Nacional Guatemala; Bran Azmitia fue su director hasta 1997. En 1978, recibió el nombre de «Lic. Clemente Marroquín Rojas», eminente periodista guatemalteco y director del diario vespertino La Hora, quien falleció ese año.
En 2003 fue declarada «Patrimonio Cultural de la Nación».

### Periódicos disponibles
En la colección se encuentran, entre otros, ejemplares de los siguientes periódicos guatemaltecos:
- Gaceta de Guatemala: Diario Oficial de Guatemala durante el régimen conservador de Rafael Carrera[7]
- El Guatemalteco: antiguo Diario Oficial de Guatemala que inició en el régimen liberal de Miguel García Granados.
- Diario de Centroamérica: Diario Oficial de Guatemala desde 1972.
- Nuestro Diario:  periódico fundado por el reconocido periodista Federico Hernández de León en la década de 1920.
- La Hora -en todas sus épocas-: periódico fundado por el insigne periodista y político guatemalteco Clemente Marroquín Rojas
- El Gráfico: periódico del extinto periodista y político Jorge Carpio Nicolle
- Prensa Libre
- El Imparcial: diario fundado por Alejandro Córdova y dirigido por muchos años por el periodista David Vela tras la muerte de Córdova en 1944.[6]
- Siglo XXI
- ElPeriódico

### Directores de la Hemeroteca Nacional
1. Rigoberto Bran Azmitia
2. María Eugenia Gordillo
3. Mayra Angelica Marroquín Natareno